# 三井ハイテック
株式会社三井ハイテック（みついハイテック）（英:Mitsui High-tec, Inc.）は、福岡県北九州市八幡西区に本社を置く企業。HV・EV用車載モーターコアおよび半導体リードフレーム大手。東京証券取引所プライム市場・福岡証券取引所上場。JPX日経インデックス400の構成銘柄の一つ。
コーポレートスローガンは「超精密加工でしあわせな未来を」。
尚、社名の「三井」は創業者の三井孝昭の名字から付けたもので、三井グループとは無関係である。

## 概要
1949年1月、福岡県八幡市筒井町（現北九州市八幡西区黒崎）にて創業。以来世界的な金型、IC部品、モーターコアメーカーとして今日まで発展してきた。
技術系だけでなく事務系も含めた新入社員全員に対し、必ずやすりがけの特訓を行うことを恒例としている。これは創業者・三井孝昭の「モノをつくる基本は地球に対し水平・平行・垂直を出せること」という方針に従い、水平・垂直を出すことがいかに大変であるか、ひいてはモノづくりの苦労を体験させる目的がある。
近年はハイブリッドカー用モーターの生産も手がけており、一時トヨタ自動車のハイブリッドモーターコアについては、トヨタ社内の内製分を除くとほぼ独占受注していた（現在はトヨタ紡織も参入しており、事実上3社体制）。

## 沿革
- 1949年1月 - 三井工作所創業。
- 1957年4月 - 株式会社三井工作所設立。
- 1969年 - ICリードフレームの製造に進出。
- 1984年5月 - 現社名に変更。
- 1984年9月 - 福岡証券取引所上場。
- 1985年9月 - 東京証券取引所2部上場。
- 1992年7月 - 東京証券取引所1部指定替え。

## 事業所
- 本社 - 福岡県北九州市八幡西区
- 東京支社 - 東京都港区
- 直方事業所 - 福岡県直方市
- 黍田事業所 - 福岡県直方市
- 金型事業所 - 福岡県北九州市八幡西区
- 阿蘇事業所 - 熊本県阿蘇郡西原村
- 岐阜事業所 - 岐阜県可児市

## 関連会社

### 国内
- 株式会社三井スタンピング - 福岡県北九州市八幡東区

### 海外
- Mitsui High-tec North America, Inc. - アメリカ
- Mitsui High-tec (Canada), Inc - カナダ
- Mitsui High-tec Mexicana, S.A. DE C.V. - メキシコ
- Mitsui High-tec（Europe）sp.z o.o. - ポーランド
- Mitsui High-tec (Singapore) Pte. Ltd. - シンガポール
- Mitsui High-tec (Malaysia) Sdn. Bhd. - マレーシア
- Mitsui High-tec (Tianjin) Co., Ltd. - 天津
- Mitsui High-tec (Shanghai) Co., Ltd. - 上海
- Mitsui High-tec (Taiwan) Co., Ltd. - 台湾
- Mitsui High-tec (Thailand) Co., Ltd. - タイ
- Mitsui High-tec (Guang Dong) Co., Ltd. - 広東